# Histoire de Messine

Armoiries de Messine.

Messine est fondée par les Grecs, selon Eusèbe de Césarée en 757 av. J.-C. sous le nom de Zancle, qui signifie « faucille » en langue sicule. Toutefois, cette date entre en contradiction avec les écrits de Thucydide qui, sans mentionner l'année de sa fondation, attribuent à la cité des origines chalcidiennes et cuméennes. La fondation de la polis de Cumes, d'où proviennent les œcistes, en 750 av. J.-C. étant par définition antérieure à celle de Zancle, l'inexactitude des faits énoncés par l'historien chrétien apparaît d'autant plus évidente. Conquise par Anaxilas, tyran de Rhêgion, la cité est repeuplée de colons messéniens et reçoit le nom de Messéné. Elle subit les ravages de l'expédition athénienne en Sicile et, lors de la troisième guerre gréco-punique, la cité est détruite et ses habitants massacrés sur ordre d'Himilcon II en représailles de la sanglante bataille de Motyé (397 av. J.-C.).
Les Romains s'emparent de la ville en 264 av. J.-C. et, à la suite de la chute de l'Empire romain d'Occident, elle passe successivement aux mains des Byzantins puis des Arabes. Elle atteindra son apogée sous le règne de Roger II de Sicile et de ses successeurs, jouant un rôle crucial tout au long de l'histoire du royaume de Sicile,.
En 1060, le comte Roger Ier le Grand arrache Messine à l'émirat de Sicile, alors en profond déclin. Elle intègre par la suite le royaume de Sicile (qui comprend toute l'Italie méridionale jusqu'en 1283), dont elle devient la deuxième ville, et connaît un développement sans précédent sous les dynasties souabe et angevine. Après les Vêpres siciliennes, Messine renoue avec sa prospérité passée et dispute à Palerme le titre de capitale du royaume de Sicile alors que son port florissant en fait l'une des cités les plus riches et peuplées de la mer Méditerranée. Elle demeure la capitale économique de la Sicile et la deuxième ville du Mezzogiorno italien après Naples pendant de nombreux siècles.
Messine s'embrase en 1674 à l'occasion d'une rébellion face à la couronne d'Espagne et subit en conséquence une cruelle répression. Elle est fortement éprouvée par le tremblement de terre de 1783. À la suite de l'expédition des Mille menée par Garibaldi, elle intègre le royaume d'Italie bien que la citadelle de Messine ne tombe pas avant le 12 mars 1861. En 1908, elle est de nouveau détruite par un terrible séisme avant d'être la cible d'intenses bombardements au cours de la Seconde Guerre mondiale.

## Des origines sicules à la cité gréco-sicéliote

Implantation des Sicules, des Sicanes et des Élymes au

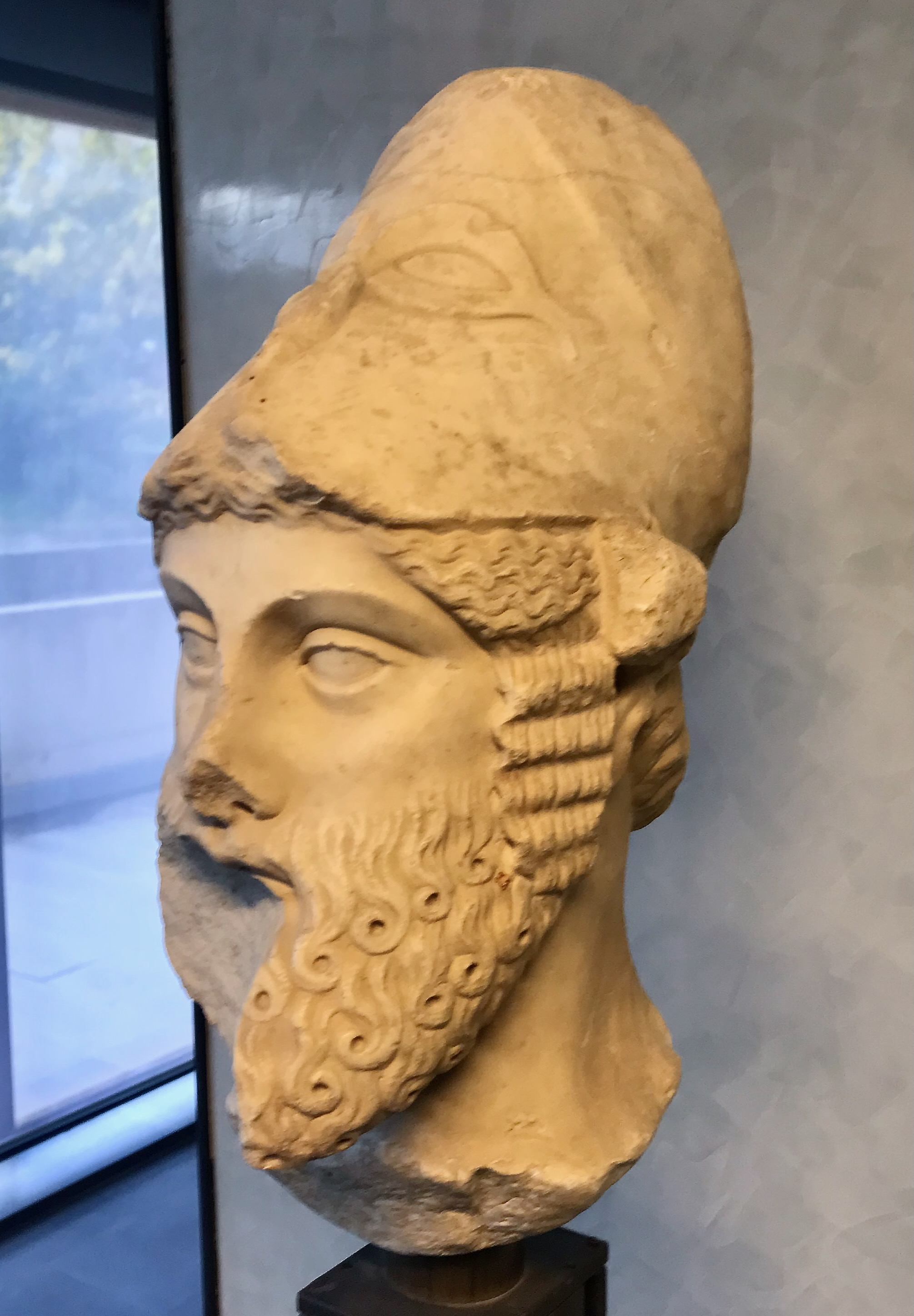
Buste d'Anaxilas, musée régional de Messine.

Le détroit de Messine est mentionné dans l'Odyssée d'Homère qui y situe la tanière des créatures monstrueuses Charybde et Scylla.
Les trouvailles archéologiques attestent de la présence dès l'âge du bronze d'un village sicane sur le port naturel. À partir du XIIe siècle av. J.-C., les Sicules, venus de la péninsule italienne, s'implantent en Sicile ; ce sont eux qui confèrent au site le nom de Zancle, désignant dans leur langue la « faucille », en référence à la forme du bras sablonneux de San Raineri qui verrouille le port naturel.
La colonie grecque homonyme est fondée vers 730 av. J.-C., ce qui en fait l'une des plus anciennes implantations helléniques de Sicile. Dans un premier temps, la polis conserve le nom sicule de Zancle. D'après l'historien Thucydide, les œcistes provenaient de la colonie chalcidienne de Cumes (conduits par Périérès), en Grande-Grèce, ainsi que de leur métropole, Chalcis (menés par Cratéménès), sur l'île d'Eubée. Selon le géographe Strabon, ils venaient plutôt de Naxos, première colonie chalcidienne de Sicile. La cité est fondée près de l'extrémité nord-orientale de l'île, emplacement stratégique de première importance face au continent. Peu après, les Chalcidiens fondent une nouvelle colonie sur la rive opposée du détroit, Rhêgion, l'actuelle Reggio de Calabre, leur permettant de maîtriser ce bras de mer séparant les bassins oriental et occidental de la Méditerranée.
En 497 av. J.-C., Hippocrate, tyran de Gela, conquiert les cités de Zancle, Naxos et Léontinoi, où il installe d'autres tyrans à sa solde. Cependant, quelques années plus tard, Anaxilas, tyran de Rhêgion, chasse Hippocrate des lieux grâce au soutien de réfugiés ioniens fuyant la conquête de leurs cités d'origine par les Perses. À cette occasion, une nouvelle vague de colons, principalement des Samiens et des Messéniens, s'installent à Zancle sur invitation d'Anaxilas. Ce dernier, lui même originaire de Messénie et autoproclamé tyran des deux cités du détroit, donne à la cité conquise le nom de Messéné. Malgré cela, la région du détroit passe sous la mainmise de Hiéron Ier de Syracuse et, après la mort d'Anaxilas, ses deux fils sont chassés de leurs cités, permettant à Syracuse d'accroître son emprise sur Messéné.
La population de la cité est alors composée des factions ionienne, messénienne et sicule qui cohabitent de manière relativement pacifique et finissent par se métisser pour former un peuple homogène qui, par la langue comme la culture, peut être défini comme « sicéliote » (dont l'identité est renforcée par le Congrès de Gela en 424 av. J.-C.). Ce processus de fusion des cultures grecque et indigène est commun à toutes les poleis sicéliotes. Sur le plan territorial, Messéné contrôle toute la pointe nord-est de la Sicile : sa chora (emprise urbaine) s'étend sur les rivages tyrrhénien, du cap Peloro au cap Milazzo, et ionien, jusqu'au promontoire Arghennon Akron, en passant par les monts Péloritains à l'intérieur des terres. Sur le littoral et dans les collines, de nombreux villages d'agriculteurs ou de pêcheurs tels que Mylae, Nauloque, Élis ou Phoinix sont pour ainsi dire assujettis à Messéné, qui exploite également d'abondants gisements d'or et d'argent sur le versant ionien des monts Péloritains, près du village de Nisa. Les sommets montagneux, densément boisés, abritent essentiellement des villages de bergers sicules dont le plus important est Mankarru.
En 405 av. J.-C., Denys l'Ancien, tyran de Syracuse, se proclame « archonte de Sicile » et parvient à unifier fermement sous son contrôle la moitié orientale de l'île, à l'est du Salso, dont Messéné représente l'extrémité nord.
En 396 av. J.-C., lors de la troisième guerre sicilienne opposant les poleis gréco-sicéliotes à Carthage, Himilcon II, général carthaginois, afin de prévenir l'arrivée de renforts grecs depuis la péninsule italienne, capture et fait détruire Messéné avant de faire marche vers le sud pour assiéger Syracuse. Lors du siège de la capitale sicéliote, l'armée carthaginoise est décimée par une épidémie, ce qui offre à Denys l'opportunité de lancer une contre-offensive victorieuse, repoussant ce qu'il reste de l'armée d'Himilcon en Afrique. Le tyran syracusain fait ensuite redresser et repeupler la cité de Messéné.
En 344 av. J.-C., après le bannissement de Denys le Jeune, dernier souverain de la dynastie dionysienne, la démocratie est restaurée dans toute la région sous le « buon governo » (bon gouvernement) de Timoléon. Messéné intègre alors la Symmachie, une confédération de cités sicéliotes sur lesquelles Syracuse garde l'ascendant, tout en conservant une certaine autonomie.
Cette stabilité apparente ne perdure que jusqu'en 316 av. J.-C., lorsque Agathocle, par un coup d'État, renverse le régime démocratique des successeurs de Timoléon à Syracuse. De nombreux opposants à cette usurpation du pouvoir trouvent refuge à Messéné, ce qui va inciter le nouveau tyran à conquérir la cité pour écraser l'opposition. Victorieux et désormais maître incontesté de Syracuse et d'une grande partie de l'île, Agathocle constitue le « royaume de Sicile », unifiant sous une seule monarchie toute la Sicile à l'est du Platani ; il soumet également les populations sicules et sicanes établies à l'intérieur des terres. Agathocle, souhaitant poursuivre la politique impérialiste de Denys l'Ancien, est le premier homme à se proclamer « Basileus tes Sikelìas », c'est-à-dire « roi de Sicile ». Le royaume sicéliote d'Agathocle s'étend non seulement sur la moitié orientale de la Sicile jusqu'à Agrigente, mais aussi sur la Calabre méridionale et quelques autres cités grecques plus au nord non encore soumises à Rome. Messéné se trouve ainsi au centre d'un vaste royaume hellénistique qui, bien qu'ayant Syracuse pour capitale, s'étend sur une grande partie de la Sicile et de part et d'autre du détroit en Italie méridionale ; seule l'extrémité occidentale de la Sicile reste aux mains des Carthaginois. En 288 av. J.-C., des mercenaires mamertins, d'origine sabellienne, ayant combattu pour Agathocle, s'installent à Messéné.

Territoires romain, syracusain et carthaginois en 264 av. J.-C. à la veille de la première guerre punique.

Après la mort d'Agathocle, les Mamertins, établis à Messéné, lancent des raids et font des excursions dévastatrices sur les territoires de leurs voisins jusqu'à l'intervention des Carthaginois, qui prennent la ville et refoulent les mercenaires en Calabre. Peu après, les Mamertins débarquent à nouveau en Sicile et, après avoir anéanti la garnison carthaginoise stationnée à Messéné, requièrent l'aide des Romains, alors en pleine expansion, ce qui déclenchera de la première guerre punique entre Rome et Carthage.

## Messana romaine
Livrée à Rome par les Mamertins en 264 av. J.-C., Messéné obtient au sortir de la guerre le statut de civitas libera et foederata (cité libre et alliée, formellement indépendante) qu'elle partage avec Tauromenium (Taormine) et Neaiton. Son nom grec, Messené, est traduit en latin par Messana.
Pendant l'époque républicaine, au IIe siècle av. J.-C., elle est attaquée à de multiples reprises lors de la guerre servile, révélatrice de l'insoumission des peuplades siciliennes à la domination romaine. Cicéron, dans ses discours contre Verrès, la qualifie de civitas maxima et locupletissima (cité très grande et très riche). Messana, dont le port accueille la flotte de César, est assaillie par Pompée en 49 av. J.-C. Par la suite, elle devient l'une des places fortes de Sextus Pompée, qui y inflige une défaite à la flotte d'Octave avant d'être pillée par l'armée de Lépide. Elle devient probablement un municipe par la suite ; de son histoire à l'époque impériale, on ne sait presque rien.
Selon la tradition, saint Paul aurait débarqué sur la côte ionienne de la cité pour y prêcher l'Évangile. En 407, sous le règne de l'empereur Arcadius, Messana, érigée en « proto-métropole » de Sicile et de Grande-Grèce, est exemptée de toute imposition fiscale et dotée d'un étendard figurant une croix d'or sur fond rouge. Après la chute de l'Empire romain d'Occident, la ville connaît de brèves et insignifiantes parenthèses de domination barbare sous les Vandales, les Hérules puis les Ostrogoths, avant d'entrer dans l'orbite de l'Empire byzantin, sous lequel la cité devient un pôle de culture hellénique et est gouvernée par ses propres magistrats appelés « stratigots ».

## Messine médiévale

Carte de l'Italie en l'an 1000.

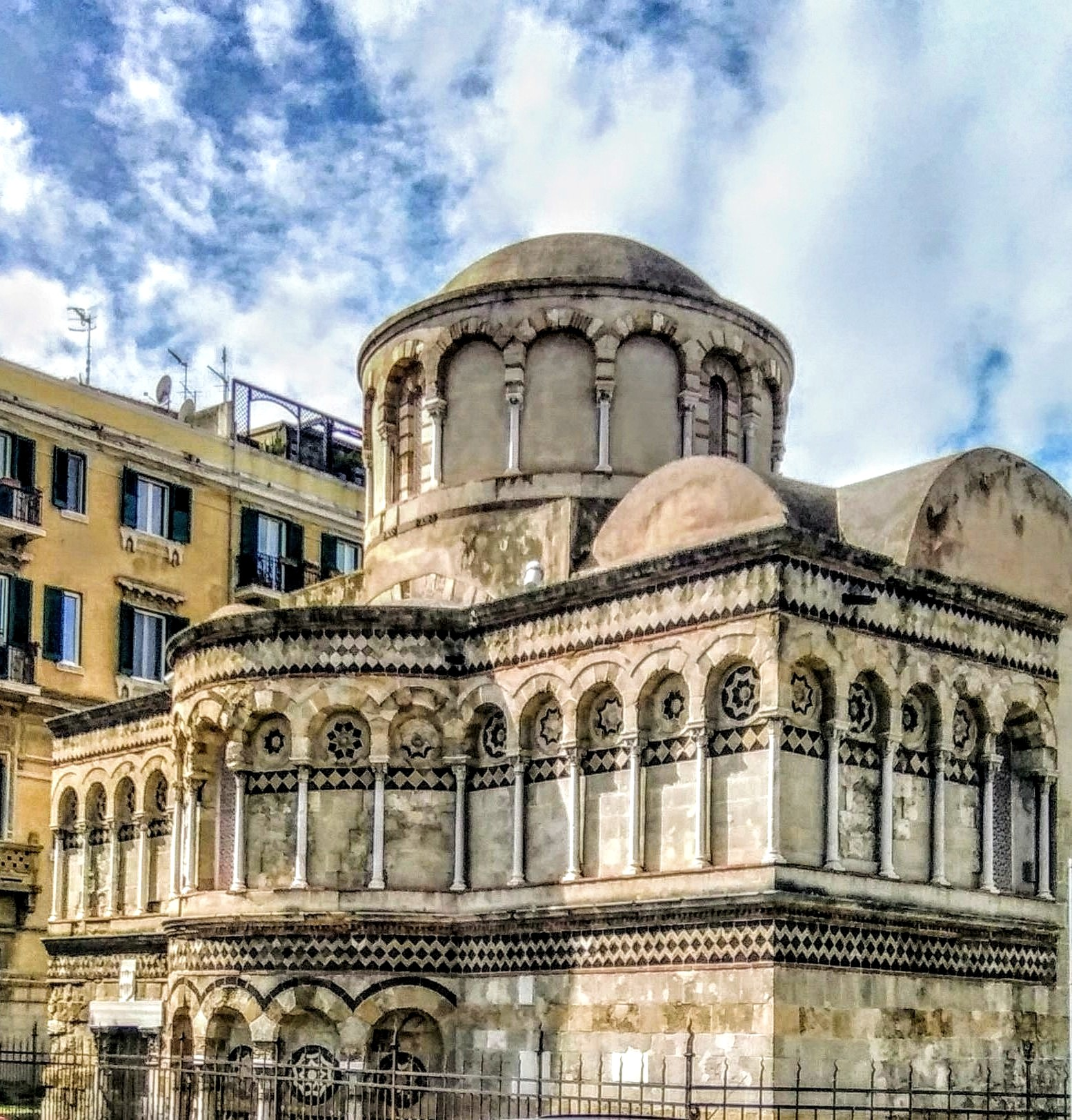
Abside de l'église Annunziata dei Catalani, érigée au XIIe siècle.

Malgré sa résistance acharnée, Messine est conquise en 843 par les Arabes, qui l'intègrent dans l'émirat de Sicile. Au cours de cette période, la ville sombre dans un profond déclin. La chute de Rometta, dernier bastion byzantin sur l'île, en 965, achève la conquête musulmane de la Sicile. C'est à cette époque qu'est constituée la Milice Sacrée des Verts (« Sacra Milizia dei Verdi »), chargée de protéger et défendre les institutions chrétiennes de la ville telles que les processions rituelles ou l'onction des malades. La légende raconte que ce sont des nobles messinois qui auraient sollicité l'intervention des Normands contre les Arabes. En 1061, la cité est annexée aux domaines du comte Roger Ier le Grand, initiant la reconquête chrétienne de la Sicile.
Au XIIe siècle, la création du royaume de Sicile par Roger II permet à la ville de se redresser tant économiquement que démographiquement et, jouissant dès à présent d'une période de prospérité prolongée, Messine voit naître et s'épanouir des personnalités éminentes de leur époque, à commencer par Guido delle Colonne, grand poète de l'École sicilienne. Dès cette époque, Messine exerce le rôle de métropole de la Sicile orientale et de la Calabre voisine, dont elle devient le pôle économique, politique, militaire, culturel, artistique et religieux.
Cet âge d'or est porté par les nombreux privilèges que la ville se voit accorder de la part des rois de Sicile, renforçant le rôle déjà considérable de son port qui en fait la capitale économique de la Sicile, d'importance égale à Palerme qui demeure la capitale effective du royaume. Messine est dotée d'une zecca (hôtel des monnaies) et d'un arsenal, en même temps qu'y sont fondés les monastères basiliens du Santissimo Salvatore (Très-Saint-Sauveur), de culture gréco-byzantine et dont subsistent un grand nombre de manuscrits, et de San Filippo il Grande. Un certain nombre de monuments historiques, essentiellement religieux, subsistent de cette époque : la cathédrale (largement modifiée depuis lors), les églises Santissima Annunziata (dite plus tard des Catalans), Santa Maria di Mili San Pietro et Santa Maria della Valle (dite la Badiazza). Il y avait également un palais royal flanqué de quatre tours qui n'a quant à lui pas survécu.
En 1189, le roi anglais Richard Cœur de Lion, en route pour la Terre Sainte lors de la troisième croisade, fait escale à Messine afin de récupérer la dot de sa sœur, Jeanne d'Angleterre, veuve du roi Guillaume II de Sicile. Sa forte mésentente avec le successeur de ce dernier, Tancrède, conduit Richard à s'emparer de la ville, sur laquelle il veille et impose son autorité depuis le château de Matagrifone. Au terme de près d'un an d'occupation, Richard parvient à un accord avec Tancrède ainsi qu'avec le roi Philippe Auguste de France, qui prend lui aussi part à la croisade ; par cet accord, il renonce à épouser Alix, sœur de Philippe, et reçoit la main de la princesse Bérengère de Navarre.
Le roi Frédéric II de Souabe convoque en 1221 les Assises de Messine (Assise di Messina), assemblée de nobles et de feudataires à l'issue de laquelle est promulgué le corps de lois du royaume de Sicile. Plus tard au cours du XIIIe siècle, le même roi concède aux chevaliers teutoniques l'autorisation de construire un grand prieuré comprenant un hospice et plusieurs églises à Messine afin d'avoir une base d'opération rapprochée de la Terre Sainte, objet de leurs expéditions. La chiesa di Santa Maria Alemanna (ou degli Alemanni, « des Allemands »), de style gothique, est le seul vestige de cet ancien prieuré.
Dès l'aube de l'insurrection des Vêpres siciliennes (mars-mai 1282) contre la dynastie angevine au pouvoir, la Communitas Siciliae, un parlement commun des villes de Sicile, s'est réuni à Messine pour décider du sort du royaume ; c'est ainsi que la couronne sicilienne est offerte à Pierre III d'Aragon, époux de Constance de Hohenstaufen, fille du défunt roi Manfred de Sicile, qui accède au trône sous le titre de Pierre Ier de Sicile. La révolution des Vêpres laisse bientôt place à un conflit politico-dynastique qui oppose les Siciliens et leurs alliés Aragonais aux Angevins, soutenus par la papauté, le royaume de France et diverses factions guelfes. À l'été 1282, Messine est assiégée par Charles d'Anjou, conscient que toute tentative d'invasion à grande échelle de la Sicile serait vouée à l'échec sans maîtriser d'abord la cité du détroit. Les assaillants se retirent le 26 septembre sans avoir réussi à prendre la ville, farouchement défendue par Alaimo da Lentini, et le roi angevin, défait, s'en retourne à Naples.
Le début du XIVe siècle voit le renforcement de la monarchie sicilienne à l'instigation du roi Frédéric III. La famille royale et sa cour séjournent à de multiples reprises au palais royal de Messine, qui est toujours la capitale économique du royaume. La cité du détroit accueille également des comptoirs commerciaux de Pisans, Vénitiens et Génois, ainsi qu'une industrieuse communauté juive ; elle entretient des liens maritimes forts avec les cités commerçantes de Toscane, des Marches et de Ligurie.
En 1347, vers les premières journées d'octobre, des navires génois en provenance de Caffa (actuelle Théodosie), en mer Noire, débarquent au port de Messine. Leur arrivée en ville coïncide avec celle d'une épidémie : de nombreux malades présentent des gonflements de couleur noire sous les aisselles et à l'aine, bientôt accompagnés de saignements violents et de l'apparition de pus ; les hémorragies internes provoquent des douleurs atroces et l'espérance de vie des victimes n'excède pas quelques jours, voire vingt-quatre heures pour certains. Ce fléau, une épidémie de peste bubonique, correspond à la tristement célèbre peste noire. Lorsque les autorités messinoises comprirent que la propagation de l'épidémie était liée à l'arrivée des navires génois, ces derniers furent refoulés au large, mais l'infection s'était déjà répandue et sa prolifération désormais inévitable. Avec une vitesse remarquable, elle s'est diffusée dans toute l'Europe et a sévi jusqu'au milieu des années 1350. La peste noire de 1347 est l'épidémie évoquée par Boccace dans le Décaméron.

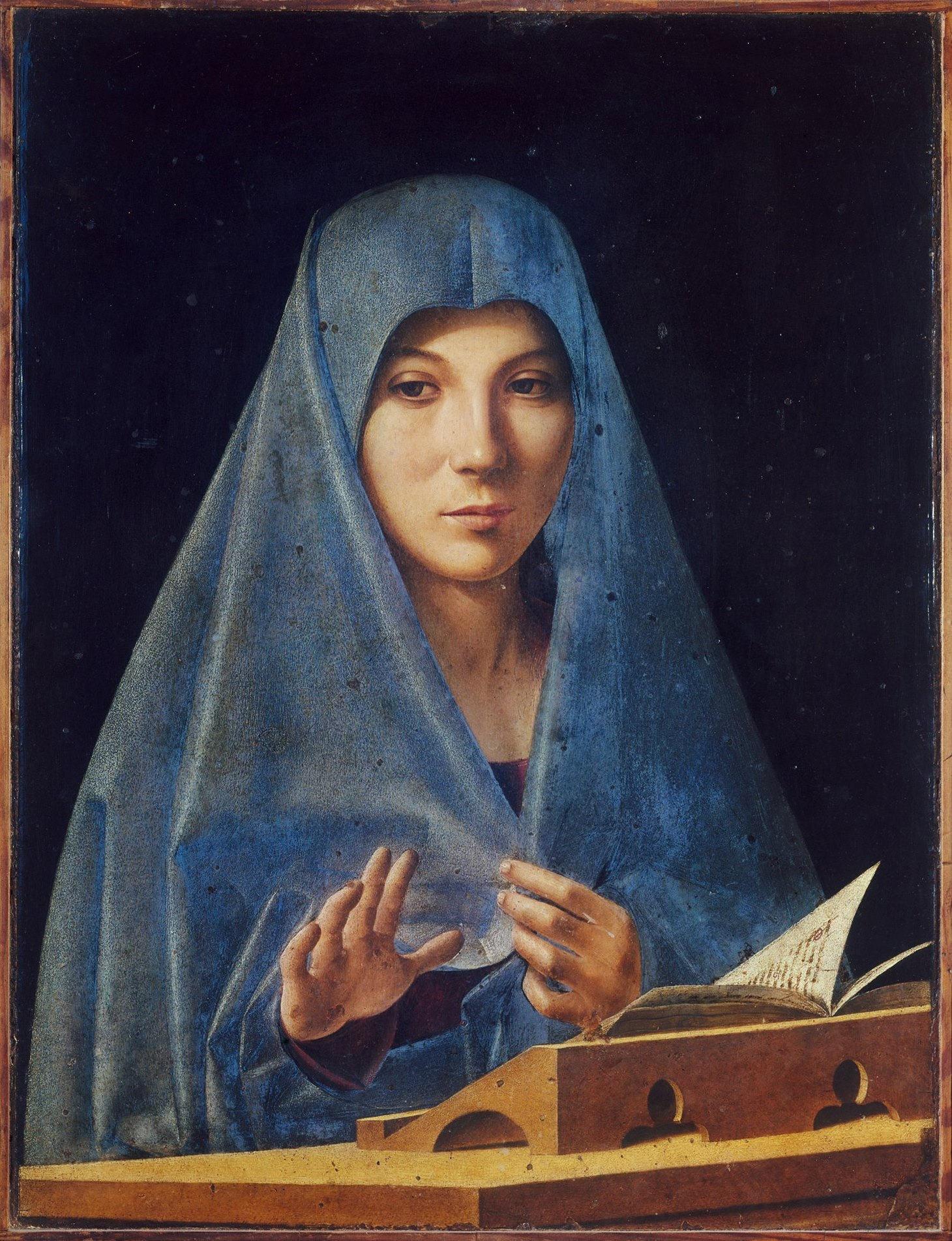
La Vierge de l'Annonciation, réalisée par Antonello de Messine entre 1474 et 1476, conservée au palazzo Abatellis de Palerme.

Aussitôt remise du fléau épidémique, Messine redevient prospère tandis que se fait sentir l'approche de la Renaissance et de l'humanisme. Au milieu du XVe siècle, le fameux peintre Antonello de Messine naît et s'épanouit dans la ville. En 1492, Pietro Bembo, alors âgé de 22 ans, se rend à Messine pour étudier à la célèbre école de Constantin Lascaris, considéré comme le meilleur spécialiste de l'étude du grec ancien à son époque.

## De la Renaissance à la révolte anti-espagnole

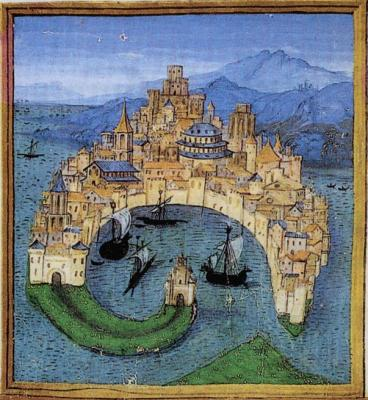
Messine au XVIe siècle.

Au XVIe siècle, le royaume insulaire, bien que toujours gouverné par un vice-roi séparé et doté de son propre Parlement, devient une possession de ce qui est à l'époque l'empire le plus puissant au monde, à prétention universelle : l'Empire espagnol. Après la conquête de Tunis, en 1535, Messine accueille l'empereur Charles Quint avec des honneurs triomphaux par le passage qui sera nommé par la suite Porta Imperiale (« porte impériale »). La ville devient, aux côtés du bastion avancé de Malte, l'une des principales bases stratégiques espagnoles contre l'expansion ottomane et la piraterie barbaresque en Méditerranée. Son économie repose alors sur le commerce de ses soieries et les échanges très fructueux de son port franc. La ville connaît un développement rapide et l'empereur ordonne l'extension de son enceinte de remparts, avec l'édification des forts Gonzaga (du nom du vice-roi de l'époque) et Santissimo Salvatore (Très-Saint-Sauveur), dans la zona Falcata (port en forme de faucille), ainsi qu'un nouvel arsenal.
En 1548, Ignace de Loyola fonde à Messine le premier collège jésuite au monde, le renommé Primum ac Prototypum Collegium, ou Messanense Collegium Prototypum Societatis Iesu, précurseur de tous les autres collèges d'enseignement que les Jésuites créeront avec succès de part le monde et qui feront de l'enseignement la marque distinctive de l'ordre. Le Collegium devient le Messanense Studium Generale, c'est-à-dire l'université de Messine. Parmi les savants messinois de cette époque, il convient de mentionner en particulier Francesco Maurolico (1494-1575), homme de sciences et historien, véritable humaniste aux domaines d'érudition très variés.
En 1571, une flotte chrétienne, commandée par Don Juan d'Autriche, appareille du port de Messine pour vaincre les Turcs à la bataille de Lépante. La ville accueille la flotte victorieuse à son retour, dont le corps messinois est commandé par Frà Pietro Giustiniani, de l'ordre des Chevaliers de Malte. Parmi les commandants de l'expédition se distinguèrent, entre autres, Vincenzo Marullo, comte de Condojanni, et Pietro Marquett de Guevara, baron d'Ucria, tous deux originaires de la cité du détroit. L'écrivain Miguel de Cervantes, blessé à la main gauche lors de la bataille, est hospitalisé au Grand Hôpital de Messine pendant plusieurs mois.
Dans la première moitié du XVIIe siècle, Messine atteint son apogée économique et connaît une période de telle splendeur qu'elle figure parmi les villes les plus peuplées du continent européen. Dans le même temps, son rôle culturel s'accroît également, marqué notamment par des relations fécondes avec Rome. En 1638, l'université de Messine fonde l'Hortus Messanensis, le plus ancien jardin botanique de Sicile, et fait appel à Pietro Castelli, spécialement venu de Rome pour le réaliser. Castelli utilise un système innovant et original de classification des plantes, préfigurant la disposition commune d'un jardin botanique moderne : les plantes sont divisées en quatorze classes au sein de l'Hortus, puis regroupées en quatre hortuli. Pietro Castelli est ensuite remplacé par Marcello Malpighi, fondateur de l'histologie et de l'anatomie végétale en tant que disciplines. Malpighi mène une grande partie de ses observations scientifiques sur les plantes de l'Hortus Messanensis, qu'il publiera dans ses œuvres Anatomes Plantarum Idea et Anatome Plantarum. Agostino Scilla, talentueux peintre et fondateur de la paléontologie moderne, est l'un de ces illustres citoyens romains qui se sont définitivement installés à Messine.
Florissante cité portuaire, Messine bénéficie de sa position stratégique sur les plans économique et géopolitique. La couronne d'Espagne, titulaire du trône du royaume de Sicile, attise les discordes municipales et autres rivalités locales entre Palerme et Messine afin d'étouffer les idées indépendantistes et le nationalisme sicilien. C'est en effet une période où de nombreux juristes et intellectuels prennent conscience de la nécessité de nommer un souverain propre à la Sicile pour relever le sort politique, économique et social de l'île. En substance, les monarques espagnols, en favorisant tantôt Messine contre Palerme ou Palerme contre Messine, n'ont fait qu'affaiblir les deux plus grandes villes du royaume de Sicile.
En 1674, Messine se rebelle contre la couronne d'Espagne mais, ne pouvant soutenir seule cette opposition, elle demande la protection du roi Louis XIV de France grâce à laquelle elle parvient, à grand-peine, à maintenir son indépendance vis-à-vis de l'Empire espagnol et du reste du royaume de Sicile (gouverné par des vice-rois nommés directement par le roi d'Espagne). Les factions rebelles, largement majoritaires dans la ville, sont surnommées les Malvizzi tandis que les pro-espagnols sont appelés les Merli.

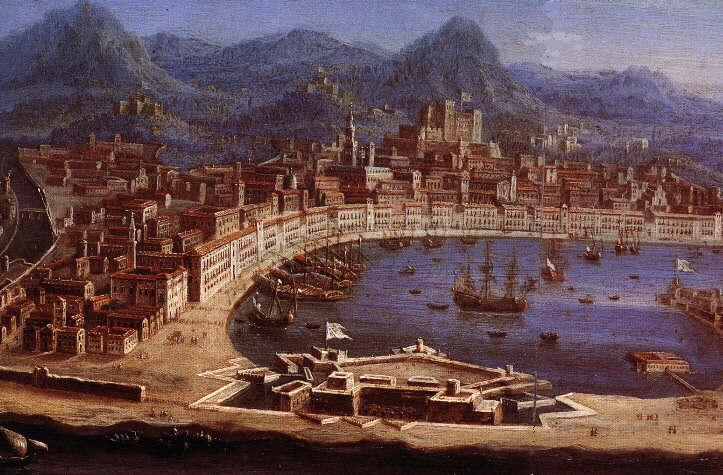
Messine avant le séisme de 1783, Real Cittadella au premier plan.

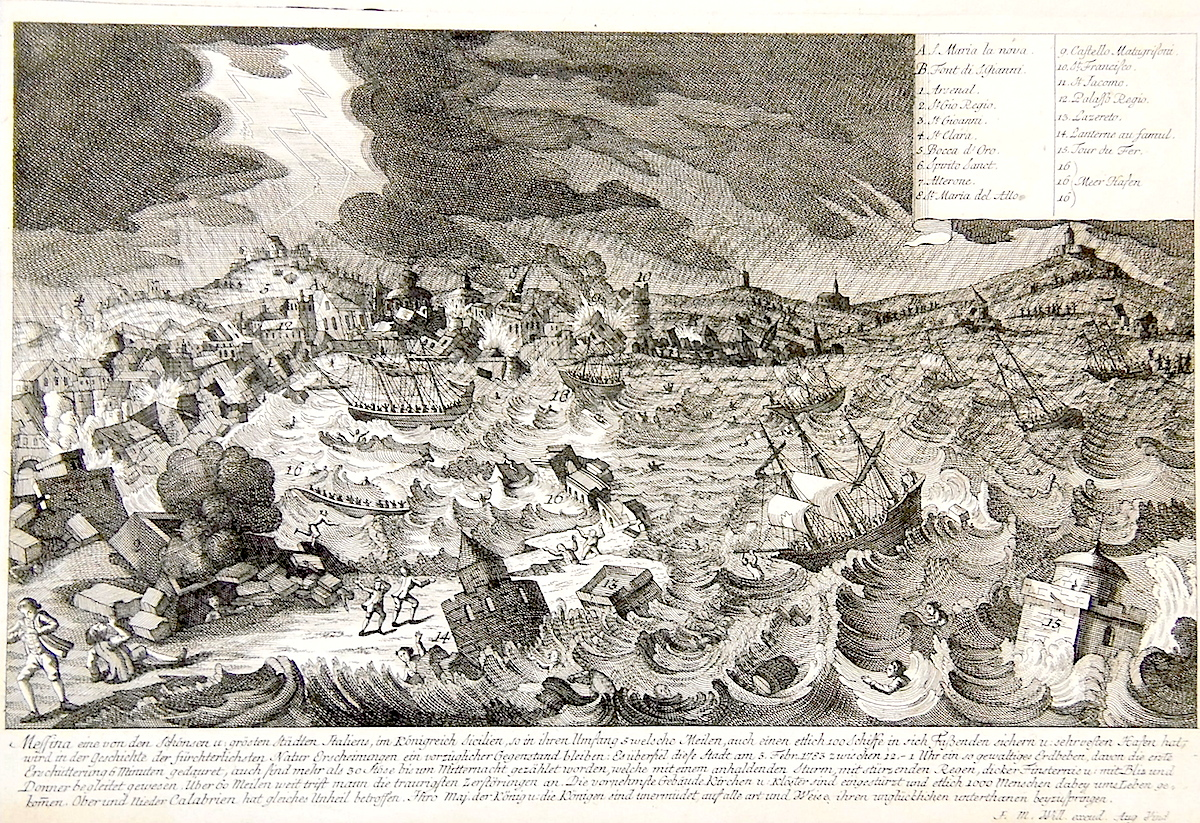
Représentation de Messine pendant le séisme de 1783.

Les traités de Nimègue, conclus en 1678 entre la France et l'Espagne, marquent la cessation des hostilités entre les deux royaumes et Messine, abandonnée à son sort par les troupes françaises, est immédiatement reconquise par les Espagnols qui y font preuve d'une répression impitoyable. La ville est déclarée « morte civilement » et la totalité de ses privilèges historiques dont elle jouissait depuis la Rome antique sont supprimés ; la monnaie messinoise est abolie, l'université fermée, le Sénat municipal dissous et son palais Sénatorial entièrement rasé, du sel est répandu sur son ancien emplacement en guise d'humiliation. Les plantes du jardin botanique sont piétinées par les chevaux, et l'ordre militaire des nobles Chevaliers de l'Étoile est anéanti. De nombreuses œuvres d'art et, surtout, de précieux documents historiques tels que les parchemins contenant les mémoires historiques de la ville sont confisqués et transférés en Espagne. Enfin, une vaste forteresse pentagonale, la Real Cittadella, est construite à l'entrée du port pour maintenir la ville sous contrôle militaire strict. La reconquête espagnole a mis fin à l'âge d'or de la ville, qui ne retrouvera jamais son niveau de prospérité d'antan. De nombreux citoyens messinois sont bannis à l'image du scientifique et professeur d'université Giovanni Alfonso Borelli, considéré comme l'une des têtes pensantes de la révolte, d'autres sont exécutés.
Une nouvelle épidémie de peste en 1743, plusieurs épisodes de famine (1746, 1747, 1760) et le tremblement de terre du 5 février 1783 assènent le coup de grâce à la cité du détroit, bien loin des fastes qu'elle connaissait au début du siècle précédent. Les travaux de reconstruction de la ville, quoique facilités par le roi Ferdinand III de Sicile qui exempte Messine d'impôts pendant vingt ans et restaure son statut de port franc, sont longs et laborieux ; la plupart des monuments historiques de Messine sont réhabilités et la cité conserve son architecture ancienne.

## XIXesiècle
À la fin des guerres napoléoniennes, en 1812, la nouvelle Constitution du royaume de Sicile est promulguée. Messine devient le chef-lieu de l'un des 23 districts siciliens.
Dans la période qui suit la ratification du traité de Vienne, le carbonarisme se répand à Messine. Des journaux très divers traitant de sujets littéraires, scientifiques ou artistiques sont publiés, tous expriment leur aspiration à une plus grande liberté. Les principales figures de ce mouvement localement sont Giuseppe La Farina et Carmelo Allegra. En décembre 1816, à contre-courant, le royaume de Sicile cesse d'exister et fusionne avec celui de Naples pour donner naissance au royaume des Deux-Siciles, dont la couronne est détenue par les Bourbons. Les Siciliens supportent très mal la perte de leur indépendance et vont déclencher une série d'émeutes anti-Bourbon. C'est Messine, lors des soulèvements du 1er septembre 1847 sur la piazza Duomo, qui va donner l'impulsion au printemps des peuples dont les répercussions vont ébranler l'Europe. Malgré des dizaines de morts et de blessés, la révolte est fermement réprimée. Un grand nombre de procès et de condamnations sont prononcées à l'issue des événements, mais seul Giuseppe Sciva, cordonnier âgé de 27 ans, sera exécuté le 2 octobre 1847.

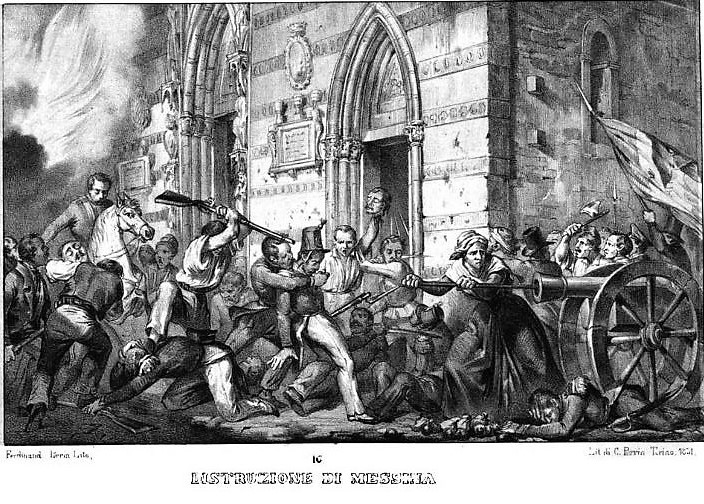
Affrontement entre les soldats de l'armée royale et les insurgés à Messine (1848).

Le 12 janvier 1848, une véritable révolution contre la couronne des Deux-Siciles éclate à Palerme. Messine ne tarde pas à se joindre à l'effort et subit pendant huit mois d'intenses bombardements tirés par les canons de sa propre citadelle, aux mains de l'armée, avant d'être contrainte de capituler une fois de plus lorsque les troupes commandées par le général Filangieri, à la tête de la flotte bourbonienne, parviennent à débarquer dans le port de la ville. Ces bombardements valurent au roi Ferdinand II de Bourbon le surnom de « Re Bomba » (roi bombe). Malgré une résistance héroïque, les Messinois durent se rendre. De jeunes insurgés, les Camiciotti (appelés ainsi car ils portaient des chemises, « camicia » en italien), ont préféré se jeter dans le puits du couvent de la Maddalena plutôt que de se rendre.
Plus tard dans la même année de 1848, lors d'énièmes soulèvements dans la ville, cette fois en faveur du Risorgimento, le médecin chirurgien Ferdinando Palasciano, officier de l'armée des Deux-Siciles, s'efforce de porter secours médical aux habitants de Messine en dépit des menaces d'exécution pour trahison de la part du général Carlo Filangieri. Cette expérience, exposée dans ses déclarations ultérieures au congrès international de l'Académie pontanienne de Naples en 1861, va connaître un écho médiatique fort en Europe et contribuera aux arguments exposés aux conventions de Genève pour la création de la Croix-Rouge en 1864.
À l'été 1854, la région est frappée par une épidémie de choléra qui fait plusieurs centaines de victimes, parmi lesquelles se trouve le maire de Messine.

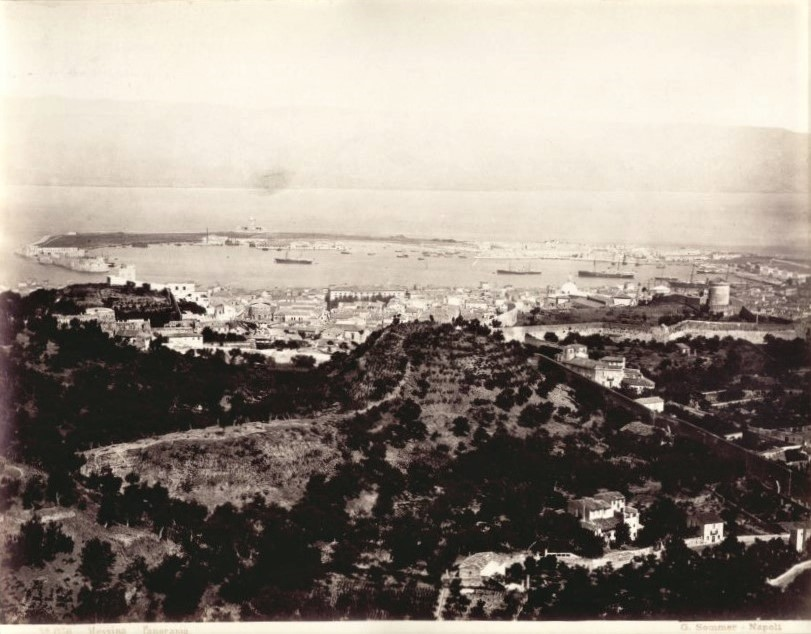
Photographie de Messine en 1882.

Le 27 juillet 1860, les troupes garibaldiennes, victorieuses à la bataille de Milazzo, pénètrent dans la ville et la libèrent de la tutelle autoritaire des Bourbons, bien que des soldats de l'armée des Deux-Siciles tiennent la citadelle de Messine jusqu'au printemps de l'année suivante (elle tombera le 12 mars 1861). Quelques mois plus tard, Messine reçoit la visite de Victor-Emmanuel II. Néanmoins, l'unification italienne entraîne la suppression des privilèges fiscaux et commerciaux dont jouissait la ville, qui ne retrouve pas l'essor espéré.
En 1866, Giuseppe Mazzini est élu à la Chambre des députés dans la circonscription électorale de Messine. Les députés invalident le vote des Messinois par 181 voix contre 107 en raison de la condamnation à mort de Mazzini pour sa participation aux soulèvements de Gênes en 1858. La circonscription électorale, appelée à se prononcer une nouvelle fois, réélit Mazzini qui finit par renoncer de plein gré à son mandat le 7 février 1867.
En 1884, Ilya Ilitch Metchnikov, francisé en Élie Metchnikoff, découvre à Messine, où il s'installa quelques années auparavant après avoir quitté l'Empire russe, la phagocytose, c'est-à-dire le processus par lequel une cellule internalise des micro-organismes, l'un des mécanismes de défense naturel des vertébrés contre les infections bactériennes. Pour cette découverte, Metchnikov recevra le prix Nobel de médecine en 1908.

## XXesiècle

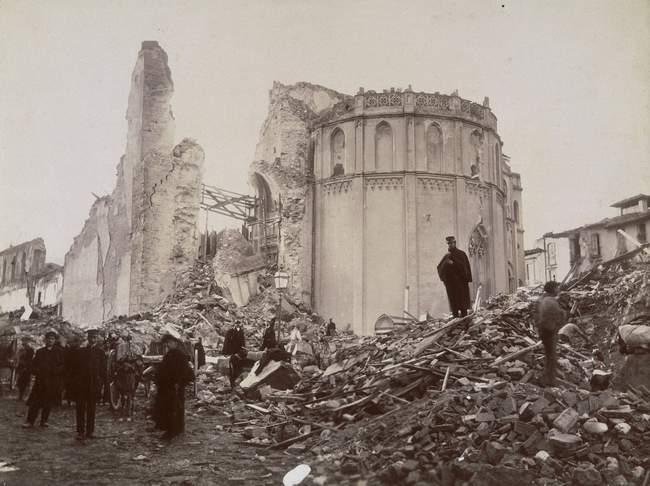
Cathédrale détruite par le séisme de 1908.

La fin du XIXe siècle et les toutes premières années du XXe siècle sont caractérisés par une revitalisation économique et culturelle de la ville. Messine abrite alors d'illustres écrivains, musiciens et juristes ; et son université, nouvellement recréée, compte parmi ses chercheurs des personnalités aussi renommées que Giovanni Pascoli, Ettore Ciccotti, Vittorio Emanuele Orlando et Gaetano Salvemini.
Messine est fortement éprouvée par l'effroyable tremblement de terre du 28 décembre 1908, qui décima environ la moitié de sa population (70 000 personnes) et rasa 90 % de la ville, dont la fameuse Palazzata, qui a longtemps fait l'orgueil de la cité du détroit mais ne sera jamais reconstruite. La ville reçoit du soutien matériel et financier de la part de toute l'Italie et de la communauté internationale, alors qu'elle est reconstruite sur le même site mais avec un nouvel aménagement urbain rationnel, caractérisé par des rues larges et rectilignes, conçu par l'ingénieur Luigi Borzì.
Lors de la Première Guerre mondiale, 1 400 Messinois perdent la vie au combat. La ville est à nouveau endommagée par des bombardements anglo-américains en 1943, qui causèrent plusieurs milliers de morts. Au cours de la Seconde Guerre mondiale, ce sont 90 Messinois qui sont tombés au combat,. Le 14 août 1943, la ville est le théâtre d'un massacre perpétré cette fois-ci par les Allemands (tuerie de Chiusa Gesso), lors duquel cinq carabiniers et un civil furent tués. Afin d'honorer sa ténacité et sa capacité à se relever après chacune des catastrophes qu'elle a subies, Messine est décorée de la médaille d'or de la valeur militaire et de la valeur civile.
Du 1er au 3 juin 1955, alors que Gaetano Martino, originaire de Messine, est ministre italien des Affaires étrangères, la ville accueille la conférence de Messine, étape fondamentale et décisive qui mènera à la création de l'Euratom et de la CEE (Communauté économique européenne), devenue l'Union européenne.

## XXIesiècle

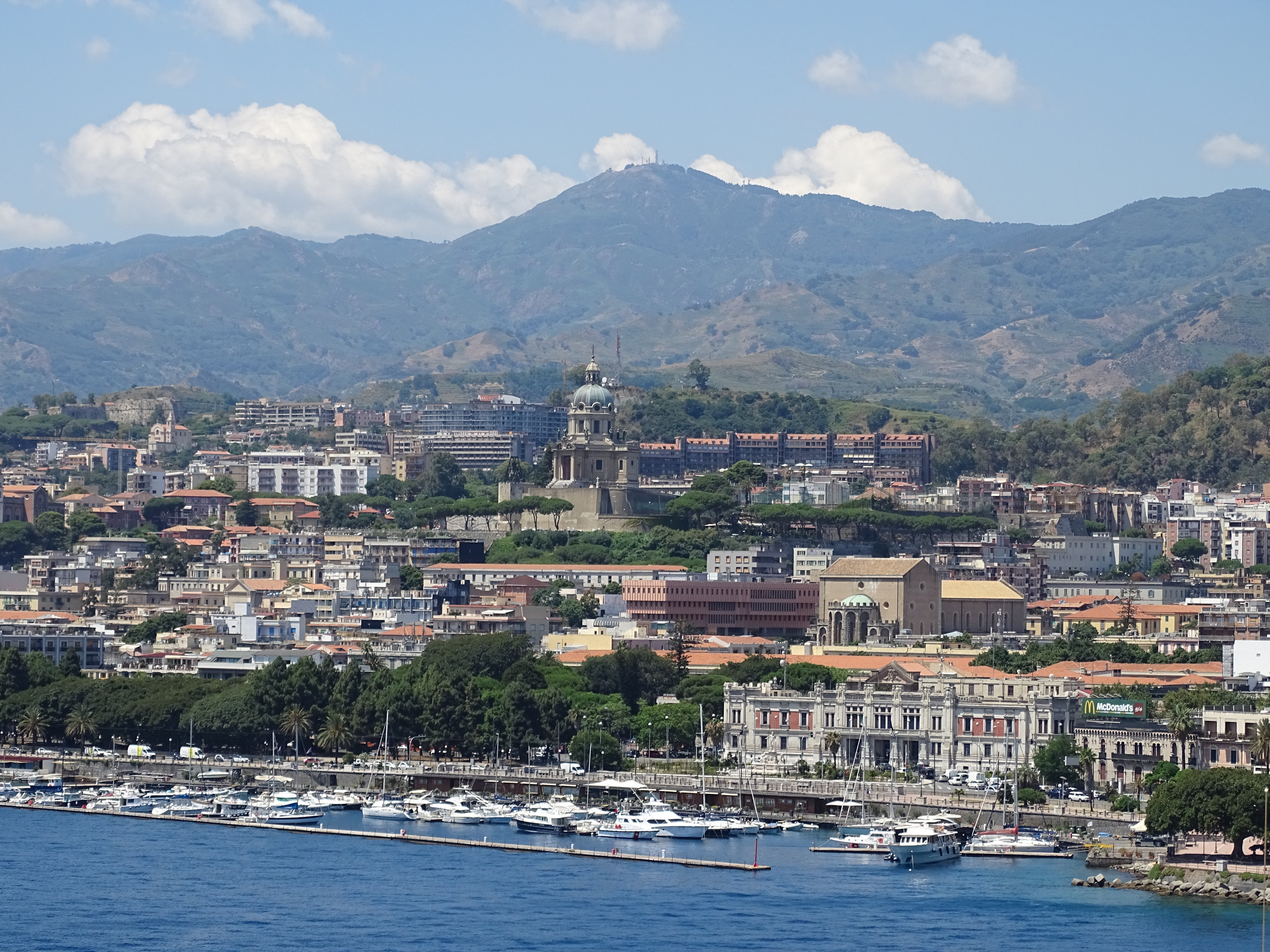
Vue contemporaine de Messine depuis le port.

En octobre 2009, les quartiers sud de la ville sont touchés par une inondation dévastatrice. Les secteurs les plus durement affectés furent Scaletta Marina, dans la commune de Scaletta Zanclea, ainsi que les frazioni de Messine suivantes : Giampilieri Superiore, Giampilieri Marina, Altolia, Molino, Santo Stefano di Briga, Briga Superiore et Pezzolo. Au final, on dénombra 37 victimes et des centaines de personnes déplacées.

## Chronologie
- Polis grecque de Zancle / Messéné, 730 av. J.-C. - 396 av. J.-C. ;
- Occupation carthaginoise, 396 av. J.-C. ;
- Tyrannie dionysienne de Syracuse, 396 av. J.-C. - 344 av. J.-C. ;
- Symmachie et royaume d'Agathocle de Syracuse, 344 av. J.-C. - 288 av. J.-C. ;
- Occupation mamertine, 288 av. J.-C. - 264 av. J.-C. ;
- Rome antique, 264 av. J.-C. - 476 apr. J.-C. ;
- Invasions barbares, 476 - 535 ;
- Empire byzantin, 535 - 843 ;
- Sicile islamique, 843 - 1061 ;
- Royaume de Sicile (Normands), 1061 - 1194 ;
- Royaume de Sicile (Souabes), 1194 - 1266 ;
- Royaume de Sicile (Angevins), 1266 - 1282 ;
- Royaume de Sicile (Aragon-Espagne), 1282 - 1713 ;
- Royaume de Sicile (Savoie-Habsbourgs d'Autriche), 1713 - 1735 ;
- Royaume de Sicile (Bourbons), 1735 - 1816 ;
- Royaume des Deux-Siciles (Bourbons), 1816 - 1861 ;
- Royaume d'Italie, 1861 - 1946 ;
- République italienne, depuis 1946.